# Rollaag

Een steens rollaag boven een kozijn

Een rollaag is een rij van op hun kant gemetselde stenen, meestal een halve steen hoog, soms één steen hoog. De rollaag kan uit natuur- of baksteen bestaan. 
Een rollaag wendt men meestal aan als gemetselde latei voor de relatief kleine overspanning van ramen en deuren. Bij een grotere overspanning zijn sterkere constructies nodig zoals een strek en een hanenkam.
Een  rollaag wordt ook toegepast als basis (plint) of als afdekking van een muur of gevel. Een constructieve betere oplossing om een buitenmuur aan de bovenkant af te werken is een ezelsrug. Het regenwater kan dan niet op de hellende vlakken blijven staan, zoals dat wel bij een rollaag kan.